# Chaetonotus jakubskii
Chaetonotus jakubskii is een buikharige uit de familie Chaetonotidae. De wetenschappelijke naam van de soort werd in 1935 voor het eerst geldig gepubliceerd door Roszczak. De soort wordt in het ondergeslacht Captochaetus geplaatst.